# Шинцель, Анджей
Анджей Шинцель (пол. Andrzej Bobola Maria Schinzel; 5 апреля 1937 — 22 августа 2021) — польский математик. Основные труды посвящены теории чисел.

## Карьера
Окончил Варшавский университет в 1958 году.
В 1958 году предложил Гипотезу H.
В 1960 году защитил докторскую диссертацию под руководством Вацлава Серпинского.
В 1962 году и в 1970 году выступал с докладами на Международном конгрессе математиков.
В 1967 году получил звание профессора, член-корреспондент Польской Академии наук с 1979 года, действительный член Польской Академии наук с 1994 года.
В 2007 году его избранные работы были опубликованы Европейским математическим обществом в двух томах.

## Почётные звания
- действительный член Польской Академии наук с 1994 года
- почётный доктор наук Университета Кан Нижняя Нормандия и Университета имени Адама Мицкевича в Познани.

## Награды
- Орден Возрождения Польши
- Медаль Стефана Банаха (1992)